# Ilja Wladimirowitsch Bjakin
Ilja Wladimirowitsch Bjakin (russisch Илья Владимирович Бякин; * 2. Februar 1963 in Swerdlowsk, Russische SFSR) ist ein ehemaliger russischer Eishockeyspieler und derzeitiger -trainer. Während seiner Karriere spielte er unter anderem in der National Hockey League für die Edmonton Oilers und San Jose Sharks.

## Karriere
Ilja Bjakin wurde an der Spartak-Sportschule in Swerdlowsk ausgebildet und spielte ab 1978 zunächst für Lutsch Swerdlowsk, ehe er ein Jahr später zu Junost Swerdlowsk wechselte. Ab 1980 war er im Nachwuchsbereich von Awtomobilist Swerdlowsk aktiv und erreichte im Alter von 16 Jahren mit der Juniorenmannschaft des Vereins das Meisterschaftsfinale, in dem Awtomobilist die Mannschaft aus Tscheljabinsk mit 14:1 besiegte. 1983 wurde Bjakin in die Hauptstadt zu Spartak Moskau delegiert, wo er in den folgenden drei Jahren spielte und mit dem Verein einmal sowjetischer Vizemeister wurde. 1986 kehrte er zu Awtomobilist zurück und schaffte mit diesem 1987 den Aufstieg aus der zweitklassigen Perwaja Liga in die oberste Spielklasse.
Auf die Saison 1991/92 hin kam er nach Europa in die Schweiz zum damaligen B-Ligisten SC Rapperswil-Jona. Beim NHL Entry Draft 1993 wurde er von den Edmonton Oilers in der elften Runde an 267. Stelle ausgewählt. Die Saison 1992/93 verbrachte er gerade beim EV Landshut in der 1. Bundesliga. 1993 wagte er dann den Sprung nach Nordamerika und spielte insgesamt 57 NHL-Spiele für die Oilers und die San Jose Sharks. Doch bereits ein Jahr später ging er wieder nach Russland zurück. Es folgten zwei Spieljahre in Schweden bei Malmö IF und eine Spielzeit in der nordamerikanischen International Hockey League. 1999 kehrte er wieder in seine russische Heimat zurück. Seine letzte Saison 2003/04 verbrachte er beim HK Junost Minsk in der weißrussischen Extraliga.

### International
Ilja Bjakin nahm im Juniorenbereich an zwei Welt- und einer Europameisterschaft teil. Bei der U18-Europameisterschaft 1981 wurde er mit der U18-Auswahl der Sowjetunion Europameister. Bei der U20-Weltmeisterschaft 1982 wurde er in das All-Star-Team des Turniers gewählt, beim Turnier ein Jahr später gewann er die Goldmedaille, wurde als bester Verteidiger ausgezeichnet und erneut in das All-Star-Team gewählt.
Am 10. September 1982 debütierte Bjakin für die Sowjetischen Nationalmannschaft bei einem Spiel gegen die Tschechoslowakei. Seine internationale Karriere wurde mit der Goldmedaille bei den Olympischen Winterspielen 1988 gekrönt. Daraufhin wurde er mit der gesamten Mannschaft als Verdienter Meister des Sports der UdSSR ausgezeichnet.
Für die sowjetische Nationalmannschaft erzielte er insgesamt 21 Tore in 109 Länderspielen. Bei den Eishockey-Weltmeisterschaften 1989 und 1990 und wurde er mit der Sbornaja Weltmeister. Am 4. Mai 1991 bestritt er sein letztes Länderspiel für die UdSSR und war danach für die Russische Nationalmannschaft aktiv, mit der er bei den Welttitelkämpfen 1993 eine weitere Goldmedaille gewann.

### Als Trainer
Seit seinem Karriereende arbeitet Bjakin als Trainer. Seine erste Anstellung fand er im Oktober 2004 beim THK Twer, den er bis zum Dezember des gleichen Jahres als Cheftrainer betreute. Danach wechselte er zum HK MWD Twer, für den er bis Mai 2005 als Co-Trainer und Nachwuchssichter arbeitete.
In der Saison 2005/06 war er als Cheftrainer des ZSKA Moskau II beschäftigt, der an der Perwaja Liga teilnahm. Zwischen Juni 2007 und Oktober 2008 trainierte er den russischen Zweitligisten PHK Krylja Sowetow Moskau, zunächst als Assistenztrainer, ab Oktober 2007 als Cheftrainer. 2010 kehrte er zum ZSKA Moskau zurück und war dort als Assistenztrainer angestellt. Im Mai 2011 wurde er zum Cheftrainer von Awtomobilist Jekaterinburg ernannt und Ende November des gleichen Jahres entlassen.

## Erfolge und Auszeichnungen
- 1984 Sowjetischer Vizemeister mit Spartak Moskau
- 1988 Medaille für tapfere Arbeit
- 1988 Verdienter Meister des Sports der UdSSR

### International
| - 1981 Goldmedaille bei der U18-Junioren-Europameisterschaft - 1982 All-Star-Team der U20-Junioren-Weltmeisterschaft - 1983 Goldmedaille bei der U20-Junioren-Weltmeisterschaft - 1983 Bester Verteidiger der U20-Junioren-Weltmeisterschaft - 1983 All-Star-Team der U20-Junioren-Weltmeisterschaft | - 1988 Goldmedaille bei den Olympischen Winterspielen - 1989 Goldmedaille bei der Weltmeisterschaft - 1990 Goldmedaille bei der Weltmeisterschaft - 1993 Goldmedaille bei der Weltmeisterschaft - 1993 All-Star-Team der Weltmeisterschaft |

## Karrierestatistik

### International
(Legende zur Spielerstatistik: Sp oder GP = absolvierte Spiele; T oder G = erzielte Tore; V oder A = erzielte Assists; Pkt oder Pts = erzielte Scorerpunkte; SM oder PIM = erhaltene Strafminuten; +/− = Plus/Minus-Bilanz; PP = erzielte Überzahltore; SH = erzielte Unterzahltore; GW = erzielte Siegtore; 1 Play-downs/Relegation; Kursiv: Statistik nicht vollständig)